# Fuck
Fuck é uma palavra obscena da língua inglesa que, como verbo, significa "ter relações sexuais". O termo pode ser traduzido para o português pelo verbo "foder". Ele pode ser usado como um nome para descrever alguém desagradável, ofensivo, ou de mau caráter (o termo "motherfucker" também pode ser usado). Hoje em dia, fuck é geralmente considerada uma palavra vulgar e obscena. Uma das primeiras aparições da palavra remonta a antes de 1500, em um poema contendo uma mistura de latim e inglês.

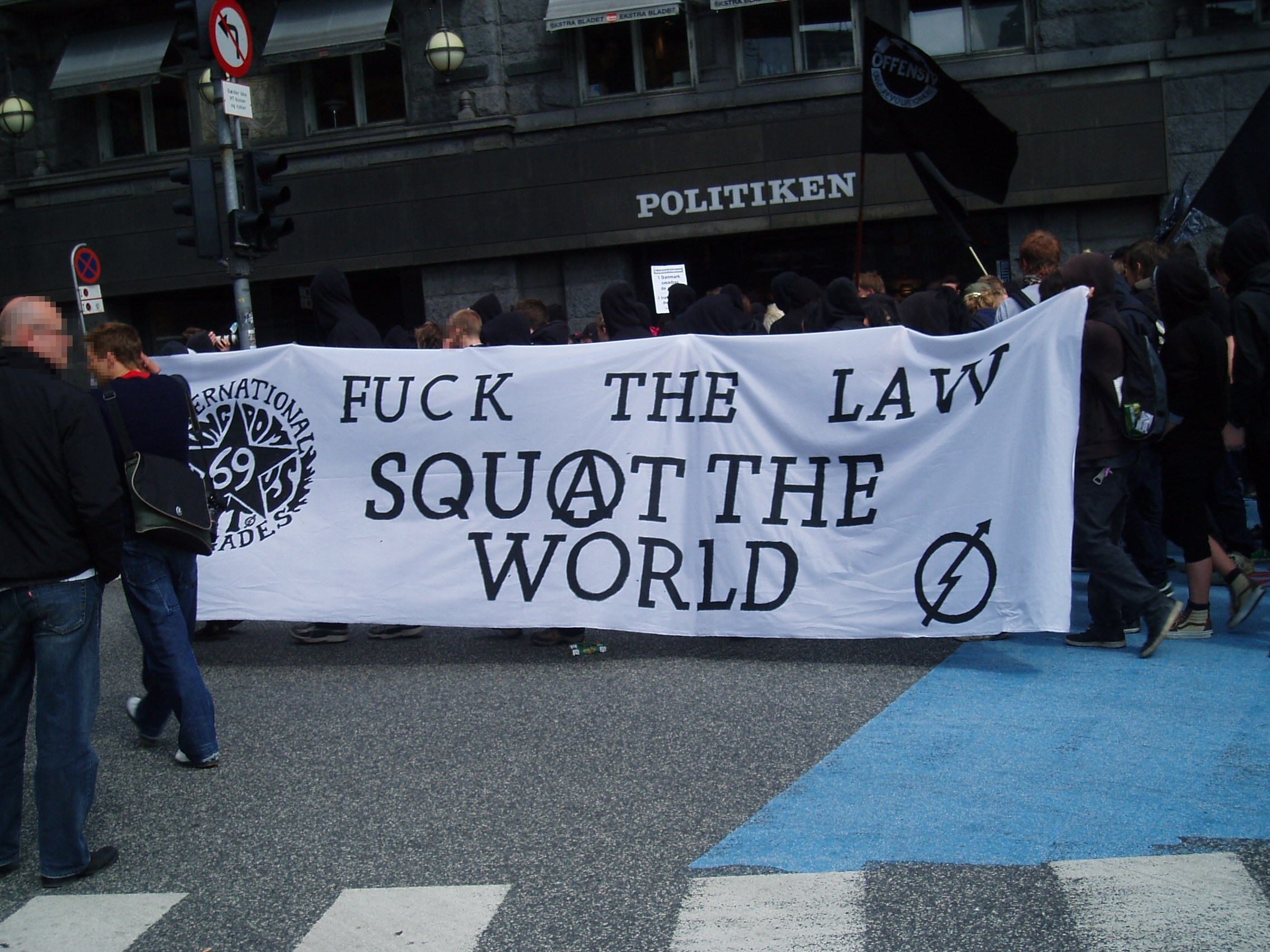
Faixa com a inscrição "Fuck the law." (Foda-se a lei)

De acordo com o Oxford English Dictionary, a etimologia é incerta, mas a palavra é provavelmente cognata com diversos termos germânicos.

## Lendas sobre a palavra
Na internet,  propagam-se falsas etimologias que explicam a palavra como a sigla de várias frases. Uma versão defende, por exemplo, que a palavra teria suas origens em torno do século XV, na Inglaterra, onde uma lei impunha regras sobre os nascimentos. Pessoas que desejassem ter uma criança receberiam um documento no qual estava escrito "Fornication Under the Consent of the King"  ("fornicação sob consentimento do Rei") e a fixavam em sua porta. Embora popular tanto na tradição oral como escrita, esta etimologia se mostrou uma lenda urbana.